# Bitka na Kolubari
Bitka na Kolubari je bila bitka v prvi svetovni vojni med vojskama Kraljevine Srbije in Avstro-Ogrske na območju reke Kolubare. 
Avstro-ogrska vojska je zaradi nepričakovanega poraza v bitki na Ceru ponovno krenila nad kraljevino Srbijo z novo ofenzivo. Bitka se je začela z napadi avstro-ogrske 5. in 6. armade pod vodstvom generala Potioreka 16. novembra 1914. Napad je potekal iz dveh smeri, in sicer spet preko reke Drine in iz severa na Beograd. Ofenziva je bila skrbneje pripravljen kot prvič. Srbska vojska je bila v tej ofenzivi v slabšem položaju (imeli so manj vojakov s slabšo opremo, primanjkovalo jim je streliva, hrane in obutve, morala vojakov je bila nizka ...).
Avstro-ogrske sile so zato hitro napredovale, srbska vojska se je bila prisiljena umikati. Skupaj z njo so se umikale pred avstro-ogrskim nasiljem tudi kolone civilistov. Slabo vreme in obilica blata sta oteževala umik, zato se je sprevrgel v popoln kaos. Načelnik štaba Vrhovne komande srbske vojske general Radomir Putnik je tedaj razmišljal o popolni kapitulaciji svoje vojske. Opazovalci so v kratkem pričakovali kapitulacijo kraljevine Srbije.

## Nepričakovani preobrat
General Živojin Mišić, poveljnik srbske prve armade, samoiniciativno, da bi se izognil popolnemu zlomu vojske, ukaže umik svojih sil na položaje zahodno od Gornjega Milanovca. Vrhovnemu poveljstvu ni preostalo drugega, kot da potrdi Mišičevo strategijo. Postalo je tudi jasno, da bi Beograd prepustili napadalcem brez boja. 
V treh dneh brez bojev Mišić armadi 2. decembra 1914 med počitkom ukaže temeljito prerazporeditev sil in popolnitev z novoprispelimi človeškimi silami. Tedaj je na fronto prispela tudi težko pričakovana pošiljka artilerijskega streliva. Istega dne je avstro-ogrska vojska zasedla Beograd. 3. decembra 1914 ob 7.00 so srbske sile začele protiofenzivo. Avstrijci so bili popolnoma presenečeni, saj napada niso pričakovali, ker so menili, da je srbska vojska v razsulu. Samo prvi dan protiofenzive so Srbi zajeli več kot 400 vojakov, 4 topove in 1000 granat. Po preboju frontne črte so avstro-ogrske sile dobile ukaz, naj se umikajo na sever. O silovitosti protinapada priča podatek, da se je avstro-ogrski 15. korpus v 27 urah umaknil za 40 kilometrov. Glavnina avstro-ogrske vojske je ozemlje Srbije zapustila 12. decembra 1914, zadnje enote pa dva dni kasneje. Beograd je bil osvobojen 15. decembra 1914.
V bitki je imela srbska stran približno 22.000 mrtvih vojakov, avstro-ogrska pa 27.000. Avstrijska stran je bila tako že drugič v petih mesecih hudo poražena na ozemlju Srbije, zato so se vojne operacije na Balkanu ustavile do jeseni leta 1915 oz. do skupnega avstro-ogrskega, nemškega in bolgarskega napada na Kraljevino Srbijo.